# More solito
La locuzione latina more solito, tradotta letteralmente, significa secondo l'uso abituale.
Si usa normalmente per indicare un'azione ripetuta o da ripetersi secondo modalità solite e ricorrenti.